# East Granby
East Granby és una població dels Estats Units a l'estat de Connecticut. Segons el cens del 2005 tenia 5.058 habitants.

## Demografia
Segons el cens del 2000, East Granby tenia 4.745 habitants, 1.848 habitatges, i 1.354 famílies. La densitat de població era de 104,8 habitants/km².
Per edats la població es repartia de la següent manera: un 26,1% tenia menys de 18 anys, un 4,5% entre 18 i 24, un 30,9% entre 25 i 44, un 27,1% de 45 a 60 i un 11,4% 65 anys o més.
L'edat mediana era de 39 anys. Per cada 100 dones de 18 o més anys hi havia 95,8 homes.
La renda mediana per habitatge era de 68.696 $ i la renda mediana per família de 77.621 $. Els homes tenien una renda mediana de 48.992 $ mentre que les dones 37.450 $. La renda per capita de la població era de 30.805 $. Aproximadament el 0,9% de les famílies i l'1,5% de la població estaven per davall del llindar de pobresa.